# Jakowlew Jak-152
Die Jakowlew Jak-152 (russisch Яковлев Як-152) ist ein in Entwicklung befindliches russisches zweisitziges Schulflugzeug von Jakowlew. Die Serienproduktion übernimmt das Irkutsker Flugzeugwerk.

## Beschreibung
Die Jak-152 ist ein kolbenmotorgetriebenes Schulflugzeug für die Grundausbildung von Militärpiloten. Sie weist eine Standard-Tiefdeckerkonfiguration mit Bugradfahrwerk auf. Im Tandemcockpit sitzt der Flugschüler vorn und der Fluglehrer dahinter, jeweils auf Schleudersitzen vom Typ SKS-94M. Der Rumpf ist in Monocoquebauweise ausgeführt. Die Avionik gleicht der des Fortgeschrittenen-Strahltrainers Jak-130. Die Jak-152 ist ein Bestandteil des UTK-Trainingssystems (zusammen mit der Jak-130, einem Flugsimulator und einem Schulungszentrum).
Der erste Prototyp (Weiße 01) wurde im Juli 2017 auf der MAKS erstmals öffentlich vorgeflogen, während der zweite (Weiße 02) am Boden präsentiert wurde.
Die Testphase sollte ursprünglich 2017 abgeschlossen werden und die Serienproduktion im März 2018 beginnen.

## Nutzer
- Russland: 150 Stück bestellt, 150 weitere auf Option[6]
- Kasachstan: unbestimmte Zahl[7]
- Belarus: 5[6]

## Technische Daten

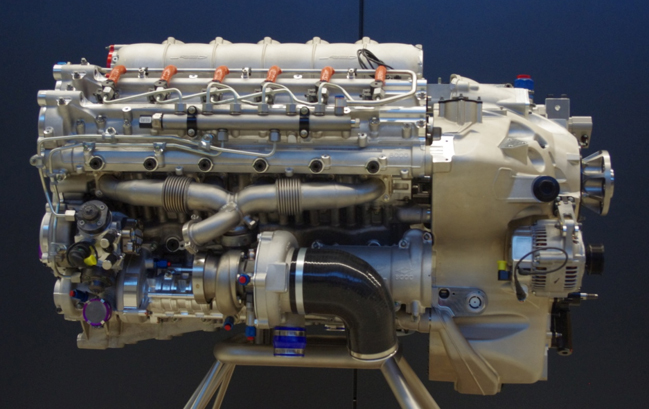
RED A03

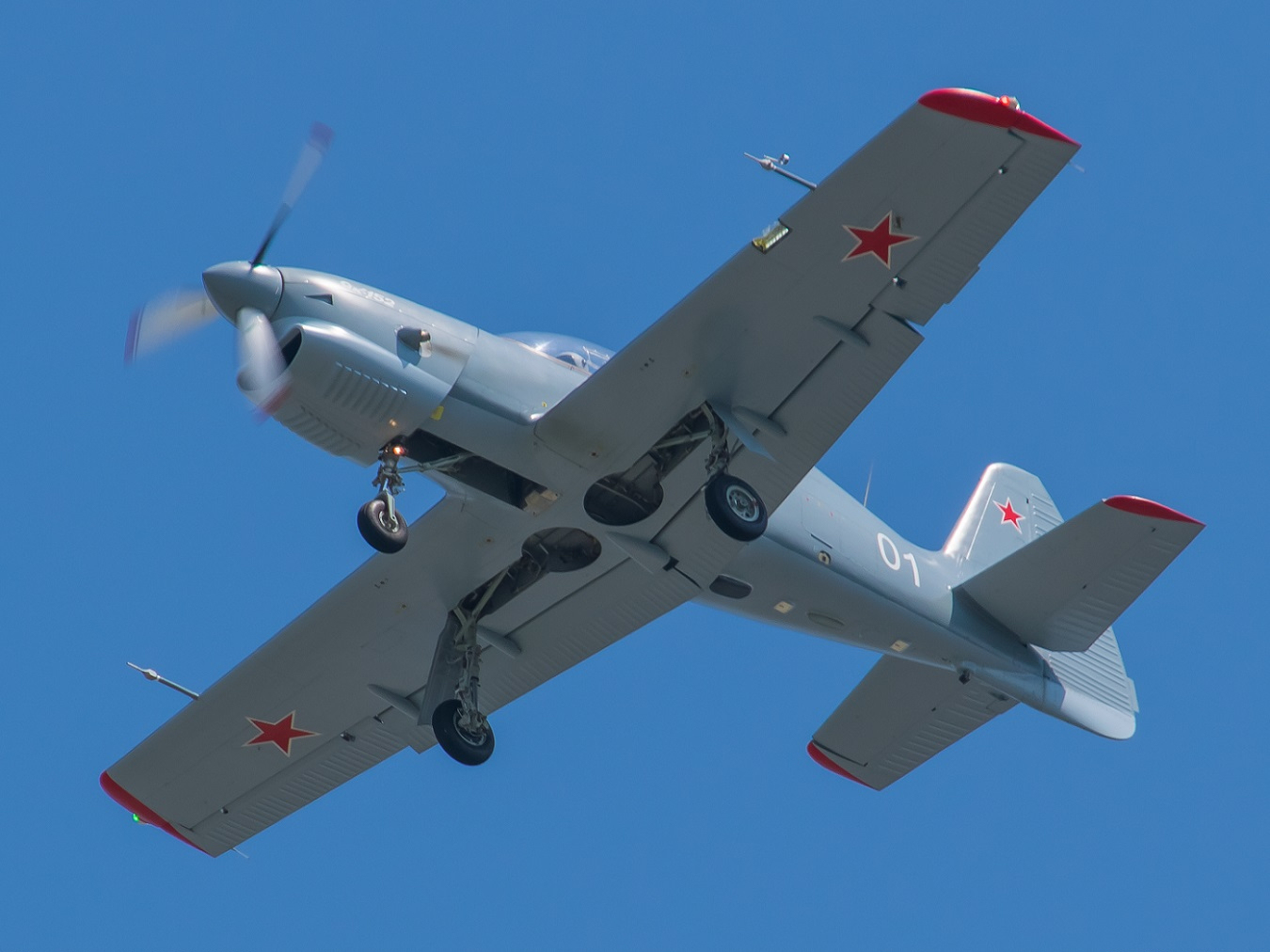
Der erste Prototyp in der aktuellen Farbgebung (2017)

| Kenngröße        | Jak-152 |
| ---------------- | --- |
| Besatzung        | 2 (Tandem) |
| Länge            | 7,80 m |
| Spannweite       | 8,80 m |
| Höhe             | 3,11 m |
| Flügelfläche     | 12,90 m² |
| Flügelstreckung  | 6,0 |
| max. Startmasse  | 1490 kg |
| Geschwindigkeit  | 500 km/h |
| Dienstgipfelhöhe | 13.500 ft (4.115 m)                                                                                                  |
| Reichweite       | 1500 km |
| Steigrate        | 2.000 ft (610 m)/min                                                                                                 |
| Triebwerke       | ein RED-A03T-V12-Dieselmotor mit 500 PS (368 kW) oder ein Wedenejew M-14Ch-9-Zylinder-Sternmotor mit 360 PS (265 kW) |
| Startstrecke     | 235 m |
| Landestrecke     | 375 m (Gras); 420 m (Asphalt)                                                                                        |
| Lastvielfache    | 2 Personen: +8/−6 g 1 Person: +9/−7 g                                                                                |